# Debrecen Város Csokonai-díja
Debrecen Város Csokonai-díja (Csokonai Vitéz Mihály-díj (Debrecen)) 1977-ben alapított megyei díj, amely a társadalomtudományok, a kulturális élet, az irodalom, a művészetek terén művészi színvonalú alkotó tevékenységért, a közművelődés területén éveken keresztül maradandó értéket teremtő kimagasló munkáért, valamint átfogó életmű elismeréseként adományozható.
Évente legfeljebb három díj adható, a tárgyévben kiadható díjak száma kiemelkedő évfordulók alkalmával legfeljebb kettővel emelhető. Eredetileg október 19-én, Debrecen felszabadulásának napján került kiosztásra (1987-ben kivételesen Szabó Magda születésnapján), az utóbbi években október 23-án adták át. A díjjal oklevél, emlékérem és pénzjutalom jár. A díjat 1977–1990 között a Hajdú-Bihar megyei Tanács, 1991-től Debrecen megyei jogú város közgyűlése adományozza.

## A díjjal járó érem leírása
Kör alakú, 90 mm átmérőjű bronzérem. Előlapján a névadó domborművű portréja, körben "CSOKONAI VITÉZ MIHÁLY" felirat. Hátoldalán "DEBRECEN VÁROS CSOKONAI-DÍJA" felirat. Csokonai-díj: 87 mm átmérőjű bronzérem, előlapján a középtől kissé balra a költő portréja, tőle balra "CSOKONAI", jobbra "VITÉZ MIHÁLY" körirat. Hátlapján a középtől kissé jobbra éneklő nő alakja, aki a bal kezével tartott stilizált lantot pengeti jobb kezével.

## Díjazottak
(A 2010 előtti díjazottak listája nem teljes)

### 2021
A díjat 2021. október 23-án adták át a Kölcsey Központban.
- Szirák Péter irodalomtörténész, egyetemi tanár
- Váradi Judit művészeti menedzser

### 2020
A díjat 2020. október 22-én adták át a Kölcsey Központban.
- Erdős-Tóth Fruzsina énekes
- H. Csongrády Márta fotó- és képzőművész
- Lautitia Kóruscsalád

### 2019
A díjat 2019. október 23-án adták át a Kölcsey Központban.
- Bakota Árpád színművész
- Gyöngy Enikő iparművész és Gyöngy Péter művelődésszervező
- Juha Richárd szobrászművész

### 2018
A díjat 2018. október 23-án adták át a Kölcsey Központban.
- Asbóth Anikó bábművész
- Balogh József zenetanár, karnagy
- Máthé András fotóművész

### 2017
A díjat 2017. október 23-án adták át a Kölcsey Központban.
- Bagossy Sándor fazekasmester
- Papp József helytörténész
- Szilágyi Lászlóné az Arany Páva-díjas Csapókerti Pávakör vezetője

### 2016
A díjat 2016. október 21-én adták át a Kölcsey Művelődési Központban.
- Dánielfy Zsolt színművész
- Komiszár János festőművész
- dr. Kövér József fogorvos, szobrász, költő

### 2015
A díj átadására 2015. október 23-án került sor az 1956-os forradalom és szabadságharc kezdetének 59., valamint a Magyar Köztársaság kikiáltásának 26. évfordulója alkalmából a debreceni önkormányzat által rendezett városi ünnepség keretében a Kölcsey Központban.
- dr. Aradi Csabáné,
- Bogdándy György festőművész,
- A Magyar Nemzeti Levéltár Hajdú-Bihar Megyei Levéltárának szakmai közössége.

### 2014
Kiosztották Debrecen városának díjait:
- Bartha Elek néprajzkutató, a Debrecen Egyetem oktatási rektorhelyettese,
- Győri László szobrászművész,
- Németh Norbert egyetemi docens, zeneszerző, a Debreceni Orvostudományi Egyetem Medikus Kamarakórusának alapítója.[10]

### 2013
Debrecen önkormányzata ünnepi közgyűlésen adták át a Csokonai-díjakat:
- Bagdi Lajosné hímző, szűrvarró népi iparművész,
- Tamus István a Debreceni Református Hittudományi Egyetem docense,
- Várhalmi Ilona a debreceni Ady Endre Gimnázium művészeti vezetője, drámapedagógus.

### 2012
Október 23-a alkalmából Debrecen képviselő testületének ülésén a hagyományoknak megfelelően idén is kitüntetéseket adtak át.
- A debreceni Kölcsey Kórus,
- E. Lakatos Aranka szobrászművész,
- Tar Károlyné népművelő.

### 2011
Október 23-án adták át a Csokonai-díjakat az alábbi személyeknek:
- Buda Ferenc Kossuth- és József Attila-díjas költő,
- Hoffmann István, a Debreceni Egyetem Magyar Nyelvtudományi Intézetének igazgatója,
- Tiszai Zsuzsa és Lovas Bálint, a Debreceni Hajdú Táncegyüttes vezetői.[14]

### 2010
A képviselő-testület ez évben Debrecen Város Csokonai-díja kitüntetést adományozott az alábbiaknak:
- Hajdu Szabolcs filmrendező, forgatókönyvíró, színművész,
- Madarász Kathy Margit textilművész,
- Radics László mézeskalács-készítő népi iparművész.[16]

### 2009
- Debrecen Dixieland Jazz Band[17]

### 2008
- Debreceni Mazsorett Együttes[18]

### 2007
- dr. Bitskey István irodalom- és művelődéstörténész, egyetemi tanár[19][20]

### 2006
- Maróthi György Pedagógus Kórus[21]
- Burai István festő- és grafikusművész[22]
- Gulyás Györgyné Mánya Éva nyugdíjas tanár,[23]
- Kóti Árpád Jászai Mari-díjas Érdemes Művész,[23]
- Dr. S. Varga Pál irodalomtörténész.[23]

### 2005
Ünnepi ülés keretében díjátadás:
- Molnár Ágoston (August J. Molnár), református lelkész, amerikai történészprofesszor[25]
- Dr. Barta János történész egyetemi tanár,
- a Debreceni Ifjúsági Fúvószenekar és Mazsorett Együttes,
- Nagy Józsefné Sárközy Viola táncpedagógus.

### 2004
- Fátyol Zoltán etnográfus, festő, művésztanár[26]

### 2003
Debreceni kitüntetések:
- Szeredás Népzenei Együttes
- Madarász Gyula festőművész
- Gyarmati Zoltán szaxofonművész

### 2002
- Bódi Marianna és Wagner Lajos operaénekesek[28]

### 2000
- Debreceni Helyőrségi zenekar[29]
- Törökné Csécs Lenke, a Főnix néptáncegyüttes művészeti vezetője[30]

### 1999
- A debreceni Lux együttes[31]

### 1997
- Móré Mihály grafikus, festőművész (posztumusz)[32]
- Aczél Géza költő, műfordító, irodalomtörténész

### 1996
- Bényi Árpád festőművész[32]
- Vencsellei István fotóművész[32]

### 1995
- Bíró Lajos festőművész[32]
- Orosz István történész, egyetemi tanár, az MTA tagja[33]
- Czeglédy Sándor református lelkész, teológus[34]

### 1994
- Berkesi Sándor zeneszerző, egyetemi docens[35]
- Szabó László grafikusművész (posztumusz)[32]
- Tamás Attila irodalomtörténész

### 1989
- Ferenczy Miklós orvos, helytörténész[36]
- Aczél Géza költő, műfordító, irodalomtörténész

### 1987
- Szabó Magda író, költő, műfordító[37][38]
- Görömbei András irodalomtörténész, kritikus

### 1986
- Juhász Béla irodalomtörténész, kritikus

### 1985
- Székelyhidi Ágoston író, újságíró

### 1984
- Nagy Benjámin. a Szakszervezetek Hajdú-Bihar megyei Tanácsának közművelődési osztályvezetője[39]

### 1982
- Csenki Imre zeneszerző, karnagy
- Hegedűs Erzsébet színésznő

### 1981
- Tóth Endre író, költő

### 1979
- Czövek Lajos karnagy
- Kiss Tamás költő[40]
- Tréfás György operaénekes[41]

### 1977
- Szabó Viola zenetanár[42]
- Kóti Árpád színész

### 1976
- Szabó Magda író, költő, műfordító

### 1975
- Julow Viktor irodalomtörténész
- Tóth Endre író, költő